# PyMOL

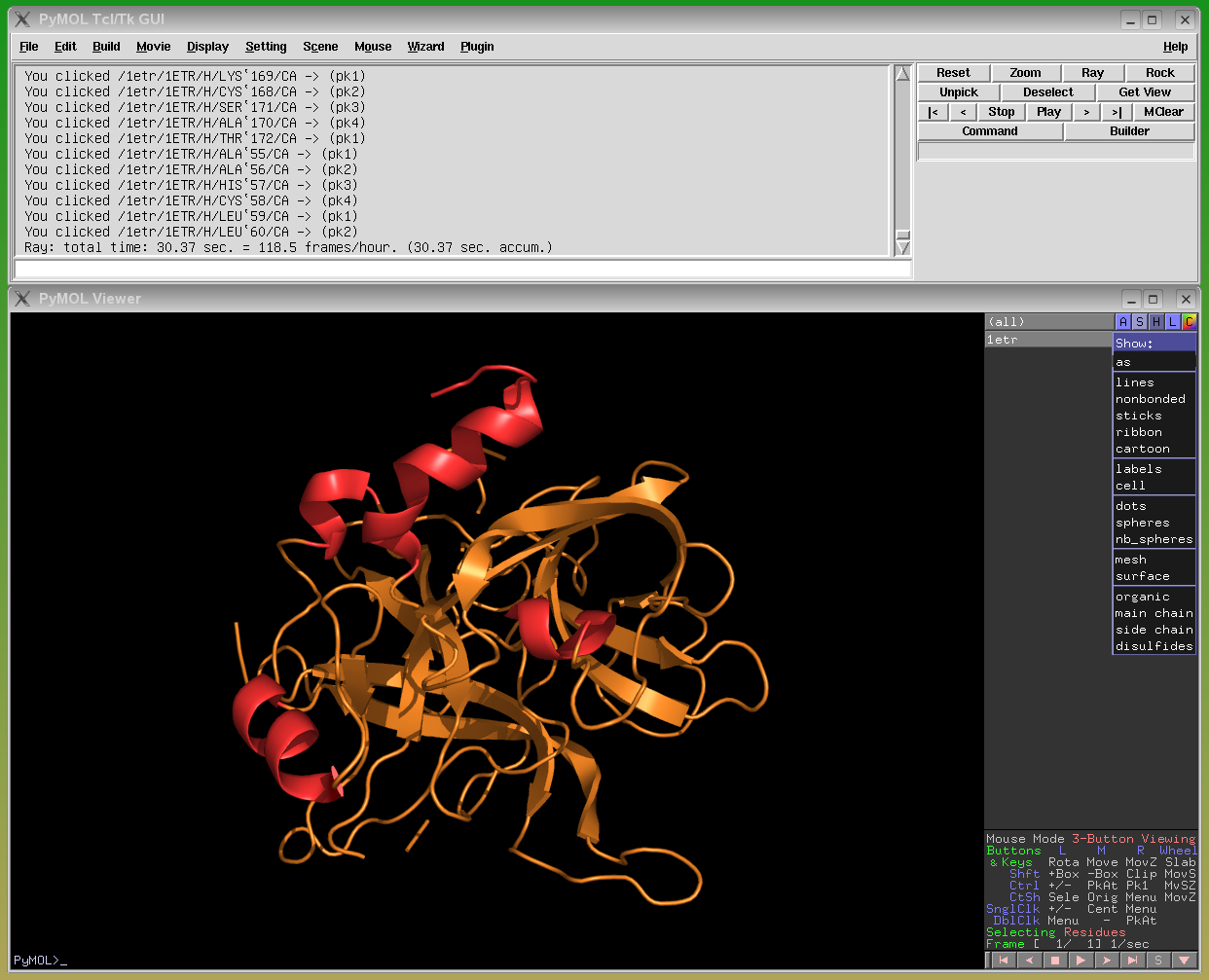
Captura de pantalla del PyMOL.

PyMOL es un visor molecular de código abierto y auspiciado por usuarios creado por Warren Lyford Delano y comercializado por Delano Scientific LLC, una compañía dedicada a la creación de herramientas accesibles universalmente para las comunidades científicas y educacionales. PyMOL es apropiado para producir imágenes 3D de alta calidad de moléculas pequeñas y de macromoléculas biológicas, como las proteínas.
PyMOL es una de las pocas herramientas de visualización de fuente abierta disponibles para biología estructural. La parte Py de su nombre alude al hecho de que extiende a, y es extensible mediante el lenguaje de programación Python, debido a lo cual puede ser extendido para realizar análisis complejos de estructuras moleculares utilizando bibliotecas disponibles para Python como NumPy o pylab.

## Binarios de pago
El primero de agosto de 2006, Delano Scientific adoptó un sistema de descarga con acceso controlado para los binarios oficiales de PyMOL (lo que incluye a las versiones beta). Desde ese momento, el acceso a estos ejecutables listos para su uso ha quedado limitado a quienes auspician económicamente a PyMOL. El código fuente sigue estando disponible sin costo así como los binarios de versiones antiguas. 